# Chlorochaeta barnsi
Chlorochaeta barnsi är en fjärilsart som beskrevs av Louis Beethoven Prout 1930. Chlorochaeta barnsi ingår i släktet Chlorochaeta och familjen mätare. Inga underarter finns listade i Catalogue of Life.